# Elzenkrulzoom
De elzenkrulzoom (Paxillus filamentosus) is een paddenstoel die in de nabijheid van elzen groeit. Het is onbekend of de soort giftig is, maar de gelijkende gewone krulzoom is dit wel, dus voorzichtigheid is geboden.